# 奇武荖
奇武荖，又稱為奇武流、幾穆撈，是台灣宜蘭縣冬山鄉的一個傳統地域名稱，位於該鄉東部。相較於今日行政區，其範圍大致與三奇村相近。

## 歷史
台灣清治末期，奇武荖地區為一街庄，稱為「奇武荖庄」，隸屬於羅東堡。該庄西北與補城地庄為鄰，北邊一小段與五十二甲庄為鄰，東北及東與隆恩庄為鄰，南邊為新城庄、阿兼城庄，西邊為香員宅庄。
1901年（日治明治三十四年）11月，廢縣廳改設二十廳，該庄隸屬於宜蘭廳，編入第十二區。1905年（明治三十八年）7月，第十二區改名「羅東區」。1909年（明治四十二年）10月，合併二十廳為十二廳，該庄仍隸屬於宜蘭廳。1920年（大正九年），廢十二廳改設五州二廳，該庄改制為「奇武荖」大字，隸屬於臺北州羅東郡冬山庄。
戰後冬山庄改制為冬山鄉，隸屬於臺北縣，大字改制為村。1950年10月，北、基、宜分治，冬山鄉改隸屬於宜蘭縣。

## 聚落
本地區發展較早的聚落為奇武荖，在日治期初期的官方地圖上已有記載。

## 交通
國道5號又稱「北宜高速公路」，是橫跨台灣東西部的高速公路，大致以北偏西—南偏東走向經過奇武荖地區西部近邊界地帶。由該道路向北偏西可前往五結、宜蘭、礁溪、頭城西南部、坪林、石碇、南港並止於國道3號南港系統交流道，向南偏東可前往蘇澳。
鄉道宜30線（成興路）是蚊子坑至成興的道路，大致以西南西—東北東走向經過本地區北部。由該道路向西南西可前往補城地與香員宅交界地帶、冬山市區、太和、員山、鹿埔、阿里史並止於鄉道宜46線路口，向東北東可前往隆恩、成興與猴猴交界地帶、下清水西南部並止於省道台2線路口。
鄉道宜30-3線（三福路）是補城至東城的道路，其北側端點位於本地區西北部鄉道宜30線路口。由此向南南東可前往阿兼城並止於鄉道宜39線路口。

## 產業
- 龍德工業區（小部分）